# Aeroportul Regional St. Louis
Aeroportul Regional St. Louis (IATA: ALN, ICAO: KALN, FAA LID: ALN) este un aeroport din Bethalto⁠(d), Comitatul Madison, Illinois, Statele Unite ale Americii ce deservește zona Alton⁠(d).
Situat la o altitudine de 166 m, aeroportul dispune de 2 piste.

## Infrastructură

### Piste
Aeroportul dispune de 2 piste. Pista 11/29 are suprafața de asfalt și dimensiunile 8.099 picioare × 150 picioare. Pista 17/35 are suprafața de asfalt și dimensiunile 6.500 picioare × 100 picioare. 